# Milanka Karić
Milanka Karić, en serbe cyrillique Миланка Карић (née le 15 septembre 1957 à Peć) est une femme politique serbe. Épouse de Bogoljub Karić, elle est membre du Mouvement Force de la Serbie.
Milanka Karić a suivi des études supérieures dans le domaine du droit. En l'absence de son mari Bogoljub Karić, qui faisait l'objet d'un mandat d'arrêt, elle a conduit la liste du Mouvement Force de la Serbie à l'élection présidentielle serbe de 2008. Elle y a obtenu 40 332 voix, soit 0,98 % des suffrages. En 2004, son mari était arrivé en troisième position à l'élection présidentielle, avec 19 % des suffrages.